# Miguel Reyes Sánchez
Miguel Reyes Sánchez (Santo Domingo de Guzmán, República Dominicana en 1966) es el presidente de la Academia Dominicana de la Historia. Escritor, ensayista, poeta, historiador, profesor, jurista y diplomático dominicano. Premio Nacional Feria del Libro Eduardo León Jiménes 2012 y Premio Nacional de Historia José Gabriel García 2010 y 2015, así como otros galardones literarios de la República Dominicana. Miembro de Número de la Academia de Ciencias de la República Dominicana, Miembro de Número de la Academia Dominicana de la Historia y Académico Correspondiente de la Real Academia de la Historia de España. Primer dominicano en haber sido galardonado Joven Sobresaliente del Mundo, por la Cámara Junior Internacional (Outstanding Young Persons of the World -TOYP) en 1998.

## Estudios realizados
Realizó sus estudios primarios y secundarios en el Colegio Dominicano de la Salle. Al graduarse ingresó en la Universidad Nacional Pedro Henríquez Ureña (1988) donde se tituló de Licenciado en Derecho, Cum Laude. Luego realizó el Master en Estudios Diplomáticos y Relaciones Internacionales, Summa Cum Laude, en la Universidad Católica de Santo Domingo (2001). Más tarde partió a Barcelona, España y en 2006 alcanza el  Master en Unión Europea, en la Fundación Centro Europeo Pallas Athene. Asimismo, realizó Estudios sobre Asia Pacífico en la Universidad de Tamkang, República de China (2019).
Reyes Sáchez ha realizado estudios especializados en Relaciones Internacionales, Derecho Bancario e Integración Económica en importantes Academias Diplomáticas y prestigiosos centros de estudios de Estados Unidos, Inglaterra, España, México, Uruguay, Chile y la República Popular China. Entre los que se destacan los realizados en la American University en Washington D. C. sobre Privatización: Organización, Estructura y Ejecución, y Reestructuración de Bancos, 1992; en la Fundación de Cultura Universitaria y el Instituto de Derecho Comercial de Montevideo, Uruguay, sobre Derecho Societario, 1994; y en la Northern Illinois University de la ciudad de Dekalb, Illinois, sobre International Strategic Management for Executives of Financial Institutions, 1997.

## Trayectoria
En 1998 Miguel Reyes Sánchez fue invitado por The British Council a participar en la Latin American – Europe Conference para jóvenes líderes latinoamericanos, celebrada en las ciudades de Madrid, Bruselas y Londres; en 1999 fue invitado como Profesor Emérito e Investigador Huésped a dictar una conferencia magistral en el Instituto de Estudios Latinoamericanos de la Universidad de Estocolmo en Suecia;  en el 2002 asistió como Profesor Invitado a las conferencias sobre Relaciones Internacionales del Wilton Park Conference, -centro mundial para la discusión de los asuntos internacionales-, en West Sussex, Inglaterra; en el 2004 realizó el Curso de Altos Estudios Diplomáticos en el Instituto del Pueblo Chino para las Relaciones Internacionales en la República Popular China; en el 2006 participó en el Curso de Formadores de Opinión en Zonas en Conflicto en el  Instituto Internacional Histadrut en Israel; y en el año 2011, pronunció una Cátedra Magistral en una de las más prestigiosas universidades norteamericanas, la Columbia University de la ciudad de New York, Estados Unidos.
En el 2012, pronuncia sendas Conferencias Magistrales para el Curso de “Diplomacia en América Latina” en la Facultad de Letras de la Universidade de Lisboa y en el Instituto Camões de Lisboa. 
Otra de las conferencias impartidas por Reyes Sánchez, en la Academia de Ciencias de la República Dominicana (ACRD) es la  titulada “El Pacto Mundial de Migración y la República Dominicana” en febrero de 2019.
Reyes Sánchez ha sido Catedrático de Derecho Internacional y Diplomacia de varias universidades dominicanas, entre las que se destacan: la Universidad Nacional Pedro Henríquez Ureña (UNPHU) y la Universidad Católica de Santo Domingo (UCSD), así como los diversos institutos castrenses nacionales: IMES, IMESA e IAEDESEN. En su estadía como catedrático en la Universidad Nacional Pedro Henríquez Ureña (UNPHU), fue profesor de las materias Régimen Jurídico de la Moneda y la Banca, Contratos Bancarios, Derecho Comercial, Derecho Civil, Derecho Fiscal de los Negocios y Relaciones Internacionales por más de 15 años y Director de la Escuela de Banca y Seguros (1996). En el 2018 fue galardonado por su alma mater como Egresado Distinguido. Profesor Titular de la Escuela Diplomática y Consular, hoy Instituto de Educación Superior en Formación Diplomática y Consular (INESDYC), del Ministerio de Relaciones Exteriores de la República Dominicana (2002-2016). 
El jurista Reyes Sánchez ha desempeñado destacadas funciones oficiales, como las de Asistente Embajador Encargado del Ceremonial del Poder Ejecutivo, 1986;  dos años más tarde, en 1988 Primer Secretario adscrito a la Secretaría de Estado de Relaciones Exteriores; al siguiente año en 1989, Abogado Ayudante de la Consultoría Jurídica del Poder Ejecutivo. En 1989 ingresa al Banco Central de la República Dominicana, donde ha laborado por más de 25 años, desempeñando importantes funciones, entre las que se destacan las de Abogado Adscrito y Jefe de la División de Asuntos Jurídicos Cambiarios, 1990; Asesoría Legal al Equipo Coordinador de la Reforma Financiera, 1991; Coordinador Técnico en 1992; además, ejerció el cargo de  Encargado de Protocolo y Ceremoniales de la Asamblea de Gobernadores del BID;  en 1993 fungió como Subconsultor Jurídico, Miembro de la Comisión Revisora del Código Monetario Financiero y solicitado al Banco Central para desempeñar las funciones de Consultor Jurídico de la Superintendencia de Bancos. Al año siguiente, en 1994, para la constitución del Fondo de Promoción de las Iniciativas Comunitarias (PRO-COMUNIDAD), en el cual ocupó la posición de Consultor Jurídico; y luego fue Secretario del Banco Central (1995-2003). Desde el 2004 ejerce las funciones de Asesor de Relaciones Internacionales de la Gobernación. Concomitantemente, ha tenido una dilatada carrera en el Ministerio de Relaciones Exteriores, donde ingresó en 1987 ejerciendo escalonadamente diversos rangos y funciones y desde el 2003 se está desempeñando como Embajador Técnico -ad honorem-, asesorando a diversos cancilleres y teniendo bajo su responsabilidad colaborar en la redacción de los diversos discursos sobre Política Exterior presentados en los más importantes foros internacionales del mundo, como las Cumbres de Jefes de Estado y de Gobierno, las Asambleas Generales y Extraordinarias de la Organización de las Naciones Unidas (ONU), la Organización de Estados Americanos (OEA), entre otras, y las Visitas Oficiales a diversas naciones.
En 2004 salió al aire el programa Senderos del mundo, con el cual se estrena como productor y conductor de su propio programa de televisión, el doctor Miguel Reyes Sánchez.

## Sus escritos y vida literaria
Miguel Reyes Sánchez  ha publicado alrededor de treinta obras. 
Sus libros se encuentran en las más importantes bibliotecas de todo el mundo. Ocho de ellos, entre los que se encuentran, En el Laberinto de las Palabras, Travesías de un Navegante, Desafíos de Fin de Siglo y Autonomía Legal de los Bancos Centrales  y otros tres (3) más, fueron escogidos para formar parte de la bibliografía del Handbook of Latin American Studies de la Biblioteca del Congreso de los Estados Unidos
Por otro lado, sus libros Autonomía Legal de los Bancos Centrales, Estudios Jurídicos Bancarios, Paradigmas de la Razón, La Creación Literaria en el Siglo XX y Desafíos de Fin de Siglo han sido escogidos como parte de la Benson Latin American Collection de la Universidad de Texas.
Miguel Sánchez Reyes ha sido invitado a importantes cónclaves literarios internacionales, siendo escogido en 1993, por la calidad de su obra, por el Ministerio de Asuntos Sociales de España, INJUVE y CEULAJ, como el único escritor representante de la República Dominicana para participar en el Foro-Joven, Literatura y Compromiso, en la ciudad de Mollina, Málaga, España. En 1994 participó en el Glass Ceiling IV. Blood and Letters, celebrado en el Royal National Theater de Londres, Inglaterra.
En 1997 fue admitido como Miembro de la Association Internationale des Critiques Litteraires con sede en París. El 11 de marzo de 1998 fue escogido Miembro de la Société Européene de Culture con sede en Venecia, Italia, siendo el primer escritor caribeño en haber alcanzado esta distinción.

## Reconocimientos
Miguel Reyes Sánchez ha sido reconocido en varias ocasiones por diversas instituciones, resaltando su labor en diversas áreas .

### Nacionales
El 27 de julio del 2000 la Cámara de Diputados de la República Dominicana, mediante una Resolución adoptada con el voto unánime de todos los legisladores de los diversos partidos políticos nacionales, lo declara: "Artista Ejemplar de la Literatura Dominicana".
El 16 de abril del 2001 el Estado Dominicano, mediante el Decreto n.º 457-01, le otorga la Condecoración de la Orden al Mérito de Duarte, Sánchez y Mella, en el Grado de Comendador y el 13 de octubre de 2003, mediante el Decreto n.º 997-03, le fue elevada al Grado de Gran Cruz Placa de Plata.
En el 2004 representa la República Dominicana en la Tercera Delegación de Diplomáticos de Alto Nivel de América Latina y El Caribe en la República Popular China, siendo elegido a unanimidad por los Embajadores de todas las 35 naciones como Jefe de la Delegación.
El 14 de mayo de 2005 recibe de manos del Presidente de la República Dominicana, Dr. Leonel Fernández Reyna, la placa que le acredita como “Embajador de Buena Voluntad de la Asociación de las Naciones Unidas”.
En el 2006 la Cámara Junior de la República Dominicana le otorga la Medalla del “Círculo Supremo de Plata”, exclusivo galardón para aquellos jóvenes sobresalientes que han permanecido por más de diez años siendo ejemplo de lo mejor de la sociedad dominicana.
Ha obtenido en dos ocasiones el Premio Nacional de Historia, José Gabriel García: en el 2010  por la obra  Historia de las relaciones domínico – haitianas y en el 2015 por la obra  La diplomacia insular: República Dominicana y Haití (1844-2012), ambas escritos en colaboración con Alberto Despradel. Asimismo, ganó el Premio Nacional Feria del Libro Eduardo León Jimenes 2012.
La Universidad Nacional Pedro Henríquez Ureña (UNPHU) en marzo de 2018, reconoció formalmente a Miguel Reyes Sánchez por su nivel profesional, sus contribuciones a la sociedad dominicana y su trabajo cultural, catalogado en importantes bibliotecas de todo el mundo.
En 2018 fue investido como Miembro de Número de la Academia de Ciencias de la República Dominicana, por sus valiosos trabajos en el contexto de la investigación y en el 2019 es escogido como  Miembro Correspondiente de la Academia Dominicana de la Historia.

### Internacionales
Mención de Honor del Premio Fray Francisco de Vitoria de Derecho Internacional, San Juan, Puerto Rico, 1986; 
Premio Seykio a la Cultura, The Soka Gakkai International, Tokio, Japón, 1987;
La Medalla de Visitante Distinguido del World Trade Center of Taipei, Taiwán, República China, 1988; y Galardón Supremo de Plata como Joven Sobresaliente de la República Dominicana, 1996 (Jaycee´s 72).
Su biografía ha sido seleccionada para formar parte de la edición internacional de la exclusiva Enciclopedia Who’s Who in Global Banking & Finance (2000-2001).
Fue columnista del Periódico El Siglo (1986-2001) y columnista del Periódico El Caribe. Asimismo, Productor de los Programas televisivos “Senderos del Mundo”, especializado en política exterior, y “Agenda Compartida”.
En el 1998, Miguel  Reyes Sánchez fue escogido como Joven Sobresaliente del Mundo por la Cámara Junior Internacional, en una ceremonia celebrada en Manila, Filipinas, siendo el primer ciudadano dominicano en ostentar esta distinción.
Miembro del Colegio de Abogados de la República Dominicana, la Inter American Bar Association con sede en Washington D. C., la Asociación Internacional de Abogados, el Colegio Dominicano de Notarios; la Union Internationale des Avocats con sede en París, Francia; y el Instituto Shalom de Israel.
El 2 de agosto de 2001 Su Santidad Juan Pablo II, le otorga su Bendición Apostólica.
En el año 2002 fue designado por la Cámara Junior Internacional (JCI) como Miembro del Jurado para la selección de los Jóvenes Sobresalientes del Mundo (TOYP), siendo el único ciudadano dominicano que ha formado parte del mismo en la historia de esa institución.
En el 2007 se le otorgó la Imperial Orden Hispánica Carlos V, en el Grado de Comendador, en Madrid, España.
En el 2021, Académico Correspondiente Extranjero de la Real Academia de la Historia de España.

Asimismo, ha sido investido como Académico Correspondiente de la Academia Nacional de la Historia de Argentina, Académico Correspondiente de la Academia Nacional de Historia y Geografía de México, Académico Correspondiente de la Academia Paraguaya de la Historia, Miembro Correspondiente de la Academia Colombiana de la Historia, Académico Correspondiente Extranjero de la Academia Nacional de la Historia del Ecuador, Académico Correspondiente de la Academia de Geografía e Historia de Guatemala', Académico Correspondiente de la Academia Puertorriqueña de la Historia y Académico Correspondiente Extranjero de la Academia de San Germán, Puerto Rico.